# Kursächsische Postmeilensäule Elsterwerda

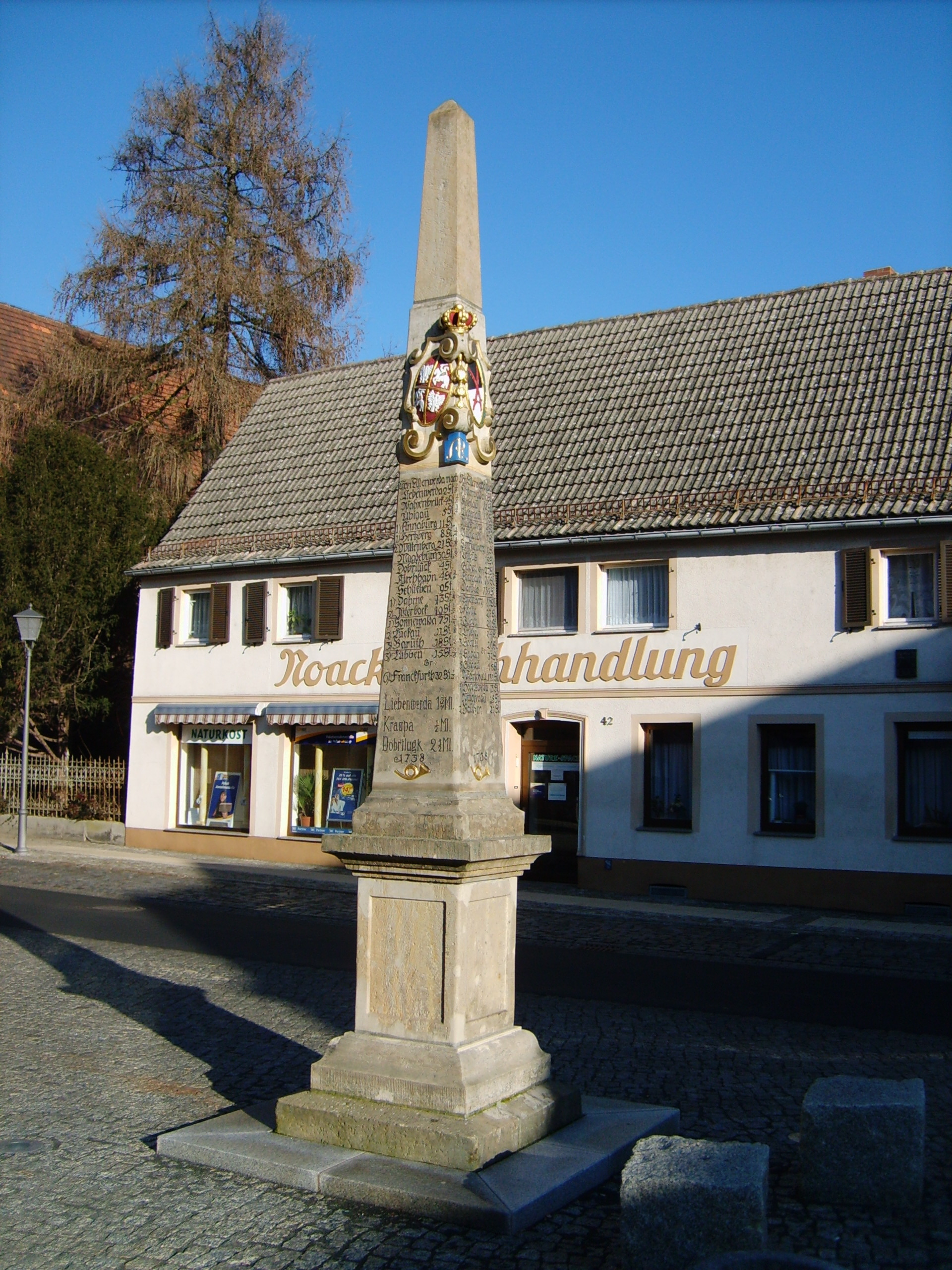
Kursächsische Postmeilensäule

Die denkmalgeschützte Kursächsische Postmeilensäule ist eine Distanzsäule und befindet sich auf einem kleinen Schmuckplatz in unmittelbarer Nähe zur evangelischen Kirche St. Katharina der südbrandenburgischen Stadt Elsterwerda im Landkreis Elbe-Elster.

## Geschichte
Die Poststraße führte 1727 durch Elsterwerda nach Doberlug und später nach Berlin.
Die Stadt Elsterwerda erhielt als eine der letzten Städte im Kurfürstentum Sachsen 1738 eine Postmeilensäule. Ihr ursprünglicher Standort befand sich am einstigen Luckischen Tor am nördlichen Ende der früheren Landstraße sowie heutigen Hauptstraße. Die Nordgrenze bildete dort zu dieser Zeit ein Graben, über den eine Brücke führte. Die Säule wurde vom Dresdner Steinmetz Petersilie angefertigt, kostete 38 Silbertaler und war für ein Jahrhundert die wichtigste Wegemarkierung in Elsterwerda.
Um 1785 fuhr zweimal wöchentlich eine Gesandtschaftspost die Poststrecke Berlin-Elsterwerda-Dresden-Wien, der sich später eine Dragonerpost und im 18. Jahrhundert eine Fahr- und Schnellpost zugesellte. Der Halt und das Ausspannen der Pferde erfolgten in Elsterwerda am Rautenkranz, dem damals vornehmsten Gasthaus der Stadt und in der ihm gegenüber liegenden Posthalterei, in welcher sich seit 1879 das Rathaus Elsterwerdas befindet. Nach 1815 wurden die kursächsischen Entfernungsangaben (1 St./Stunde = 4,531 km) an der Säule z. T. durch preußische Meilenangaben ergänzt.
Bürgermeister Wilde ließ die Distanzsäule, die abgetragen in der Wallstraße herumlag, während seiner Amtszeit restaurieren und am heutigen Standort, einem kleinen Platz in der Nähe der evangelischen Kirche St. Katharina, aufstellen. Die Umgebung der Säule wurde zu einem Schmuckplatz umgestaltet. Weitere Restaurierungen erfolgten 1955/56 durch den Steinmetz Voigt und 1978 durch den Finsterwalder Plastiker Rajewsky, der den Sockel und die Spitze überarbeitete. 1998 wurde sie von der Bad Liebenwerdaer Firma Anlauf noch einmal umfassend restauriert und konnte am 21. Mai 1999 wieder aufgestellt werden. Das Wappenteil musste komplett erneuert werden (Originalwappen seitdem im Rathaus). Alle anderen Teile wurden konserviert.
Der Platz an der Säule wurde im Zuge der Erneuerung der Hauptstraße 2006 umgestaltet.

## Aufbau
Die Distanzsäule besteht aus sieben Teilen und wurde aus sächsischem Sandstein gefertigt. Sockel, Postament und Postamentbekrönung bilden den Unterbau.
Der Oberbau besteht aus Zwischenplatte, Schaft, Wappenstück und Aufsatz.

## Philatelie
Beachtung fand die Säule auch in der Philatelie. Aus Anlass einer
Bezirksbriefmarkenausstellung im November 1957 wurde ein Sonderbriefumschlag mit der Abbildung der
Säule angefertigt. 1974 wurde zum 25-jährigen Bestehen der Arbeitsgemeinschaft Philatelie erneut ein Sonderbriefumschlag mit einem Detail der Säule angefertigt und ein Sonderstempel kam zum Einsatz. 1988 wurde zum 250-jährigen Bestehen der Postsäule in Elsterwerda eine Karte entworfen und es kam erneut ein Sonderstempel zum Einsatz. Die städtische Post stempelte aus diesem Anlass einen Monat lang alle Postsendungen damit ab.